# Saint-Sigismond (Wandea)
Saint-Sigismond – miejscowość i gmina we Francji, w regionie Kraj Loary, w departamencie Wandea.
Według danych na rok 1999 gminę zamieszkiwało 365 osób, a gęstość zaludnienia wynosiła 34 osób/km² (wśród 1504 gmin Kraju Loary Saint-Sigismond plasuje się na 939. miejscu pod względem liczby ludności, natomiast pod względem powierzchni na miejscu 996.).